# Clubiona brevipes
Clubiona brevipes – gatunek pająka z rodziny aksamitnikowatych.

## Taksonomia
Gatunek ten opisany został po raz pierwszy w 1841 roku przez Johna Blackwalla.

## Opis

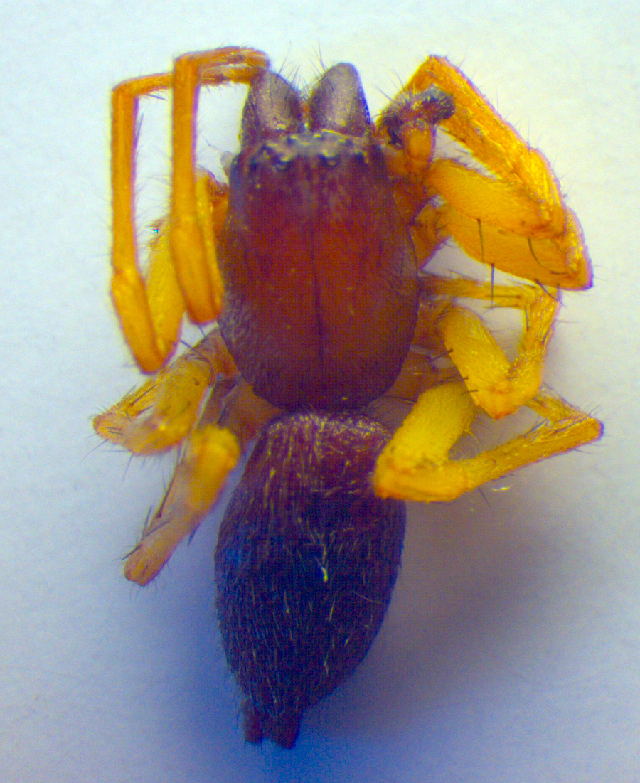

Samce osiągają od 4 do 6 mm, a samice od 4,4 do 7 mm długości ciała. Karapaks zmierzony u 9 samców miał od 1,94 do 2,4 mm długości i od 1,35 do 1,67 mm szerokości, zaś u 12 samic od 2,01 do 2,47 mm długości i od 1,35 do 1,73 mm szerokości. Ubarwienie karapaksu jest rudobrązowe lub brązowawe z brzegiem ciemnobrązowym do czarniawego. Szczękoczułki są ciemnobrązowe do czarnych, zaopatrzone w 4 zęby na przedniej i 2 na tylnej krawędzi. Sternum ma kolor brązowawy u samca i żółtawobrązowy u samicy. Odnóża są żółte lub jasnożółtawobrązowe. Kolejność par odnóży od najdłuższej do najkrótszej przedstawia się następująco: IV, II, I, III. Opistosoma (odwłok) ma wierzch jasnobrązowy do rudobrązowego, u samca z jaśniejszymi kropkami na przedzie, a u samicy niekiedy z niewyraźnym znakiem pośrodku części przedniej oraz niewyraźnymi szewronami w części tylnej. Spód opistosomy jest jasnożółtawobrązowy do jasnobrązowego.
Nogogłaszczki samca mają sięgającą grzbietowo na ponad połowę długości cymbium apofizę retrolateralną o skomplikowanym kształcie, a mianowicie zaopatrzoną w cienki i zagięty wyrostek w części proksymalnej, płatek w części grzbietowej, a na szczycie zakrzywioną i rozwidloną. Tegulum ma wyraźną, haczykowatą apofizę tegularną osadzoną przednio-bocznie. Ponadto aparat kopulacyjny samca odznacza się krótkim, zakrzywionym i błoniasto zwieńczonym embolusem oraz brakiem konduktora.
Położona w pobliżu bruzdy epigastrycznej, szersza niż dłuższa płytka płciowa samicy ma mały, poprzecznie prostokątny przedsionek. Długie przewody kopulacyjne zataczają pętlę wokół wtórnych zbiorników nasiennych, po czym wchodzą do pierwotnych zbiorników nasiennych, do których uchodzą również przewody zapładniające. Półkolisty fragment przewodów kopulacyjnych widoczny jest wzdłuż tylnej krawędzi płytki płciowej.

## Występowanie i biologia
Pająk znany z Portugalii, Hiszpanii, Irlandii, Wielkiej Brytanii, Andory, Francji, Belgii, Holandii, Niemiec, Szwajcarii, Liechtensteinu, Austrii, Włoch, Słowenii, Chorwacji, Danii, południowej Szwecji, Norwegii, Polski, Czech, Słowacji, Węgier, Białorusi, Ukrainy, Mołdawii, Rumunii, Bułgarii, Serbii, Czarnogóry, Macedonii Północnej, Grecji, Rosji, Gruzji, Azerbejdżanu i Japonii.
Zamieszkuje lasy z brzozami i dębami, skraje lasów i ogrody. Bytuje na liściach krzewów, porostach, na pniach drzew i pod ich korą. Cykl rozwojowy jest dwuletni. Zimuje I lub II stadium rozwojowe oraz stadium przeddorosłe. Dojrzałe samice spotyka się od stycznia do listopada, a samce od marca do sierpnia.